# الحرب البابلية
حَرب دارَت رَحاها بَين مِلوك طَوائف الإسكندر عام 311–309 ق.م، بَينَ أنتيجونوس الأول (الأعور) وسَلوقس الأول (المَنصور)، وانتهت بانتِصار الأخير. أنهى الصِراع أي إمكانية لاستِعادة إمبِراطورية الإسكندر الأكبر، وهي نَتيجة تَأكدت بَعدَ واقِعة إبسوس. كَذلك يُمثل الصِراع نُقطت وِلادة الإمبِراطورية السَلوقية مِن خلال مَنح سلوقس السَيطرة على المُربعات الشَرقية (بابل، ميديا، عيلام) لإمِبراطورية الإسكندَر السابِقة.

## مقدمات
بَعد وفاة الإسكندر الأكبر في 11 يونيو 323 ق.م في بَابِل، تفككت إمبراطوريته. هُزم الجِنرالات الذين كانوا يُحاولون إنقاذها خِلال حَرب مُلوك طَوائف الإسكندر الأولى. خلال الحرب الثانية، كانت قوة أنتيجونوس الأول، الذي أنشأ دولة خاصة به في الأناضول وسوريا، آخذة في الازدياد. أثار هذا القَلق بينَ الجِنرالات الآخرين، لكن في الحَرب الثالثة، تمكن أنتيجونوس من إبقاء بطليموس الأول وكاساندر المَقدوني تَحت السَيطرة. في ديسمبر 311، أبرمت الأطراف المُتحاربة سلام السلالات، واعتَرفت بِبعضها البَعض. كان الحاكِم الوحيد الذي تم استبعاده هو سلوقس الأول. كان أنتيجونوس قد طردَ سلوقس، وَالذي كانَ ساترابًا لبَابِل، في 316، لكنَ بطليموس كانَ قَد أعطاهُ جيشًا، والذي كان يُجَهِزُه الآن لاستِعادت مَنصِبه السابِق.

## الحملات
وصل سلوقس، المُعزز بالمحاربين المَقدونيين القُدامى من كاراي (حران)، إلى عاصِمته السابِقة بَـابِـل في النِصف الثاني من شهر مايو 311. وسُرعان ما تم الاعتِراف به كحاكم جَديد. حُصن وَحيد بَقيَ مُحتلًا مِن قِبل حامية موالية لأنتيجونوس. قام سلوقس الآن بِبِناء سَد عَلى نهر الفُرات وإنشاء بحُيرة اصطِناعية. في أغسطس، كُسر السد فجأة، ودُمرت مَوجة فَيضان جُدران القَلعة.
قررَ ساترابات أنتيجونوس في ميديا وآريا ونيكانور وإيواغوراس التَدخل، بجيش قوامه 10000 مُشاة و 7000 خَيال، لكن سلوقس وجيش من 3000 مشاة و 400 خَيال كانوا ينَتظرونهم بالقرب من نهر دجلة مُنذ 31 سبتمبر. من خِلال إخفاء رجاله في أحد الأهوار والهجوم ليلاً، تمكن سلوقس من هَزيمة الجُنود المَقدونيين في جَيش نيكانور وأواغوراس، وبعد ذلك في نوفمبر 311 قرر جُنود الفُرس الوقوف إلى جانب حاكم بَابِل. بدون أي مَشاكل، كان بإمكان سلوقس التحرك عبر جبال زاغروس، واحتلال إيكباتانا (عاصِمة ميديا)، والاستمرار ألى سوسة (عاصمة عيلام). يسيطر سلوقس الآن على جَنوب العراق والجزء الأكبر من إيران.
يَجب أن تكون أخبار هَزيمة نيكانور وإيواغوراس قد وَصلت إلى أنتيجونوس في وقت توقيعه سلام السُلالات (ديسمبر 311). أمر أنتيجونوس ابنه ديميتريوس بوليورسيتس بإعادة النظام ألى المَنطقة؛ وصل في أوائل ربيع 310، عندما كان سلوقس لا يزال في الشَرق. على الرغم من أن ديمتريوس تمكن من دخول بَابِل، إلا أنه لم يكن قادرًا على تحَمل المُقاومة التي تمكن أتباع سلوقس من تنظيمها، وعاد إلى سوريا دون أن يُحقق هَدفه. حاول والده أنتيجونوس مرة أخرى في خريف عام 310، وتمكن أيضًا من دخول بَابِل، لكنه اضطر لمُغادرة المَدينة في مارس 309، والعودة إلى الشمال الغربي، التقى بَجيش سلوقس، الذي أمر جُنوده بتناول وجبتهم أثناء الليل، وهاجم جنود أنتيجونوس أثناء تناولهم الإفطار، وحَقق نصرًا حاسِمًا.

## الدلالة
تراجع أنتيجونوس ووافق على أن بَابِل وميديا وعيلام ينتمون إلى سلوقس، انتقل الأخير الآن إلى الشَرق وَوَصلَ إلى وادي السند، حيث أبرم مُعاهدة مع تشاندراغبت موريا. استقبل الإمبراطور المورياني الأجزاء الشرقية من الإمبراطورية السلوقية، والتي تضمنت أفغانستان وباكستان وغرب الهند، وأعطى سلوقس قوة هائلة قوامها خَمسمائة فيل حرب. بإضافة كل من إيران وأفغانستان، أصبحَ سلوقس أقوى حاكِم مُنذ الإسكندر الأكبر. لم تَعُد استعادة إمبراطورية الإسكندر، بعد الحرب البابلية، مُمكنه. نَتيجة تَأكدت بَعدَ حَرب مُلوك طَوائف الإسكندر الرابعة ومَعركة إبسوس (301).

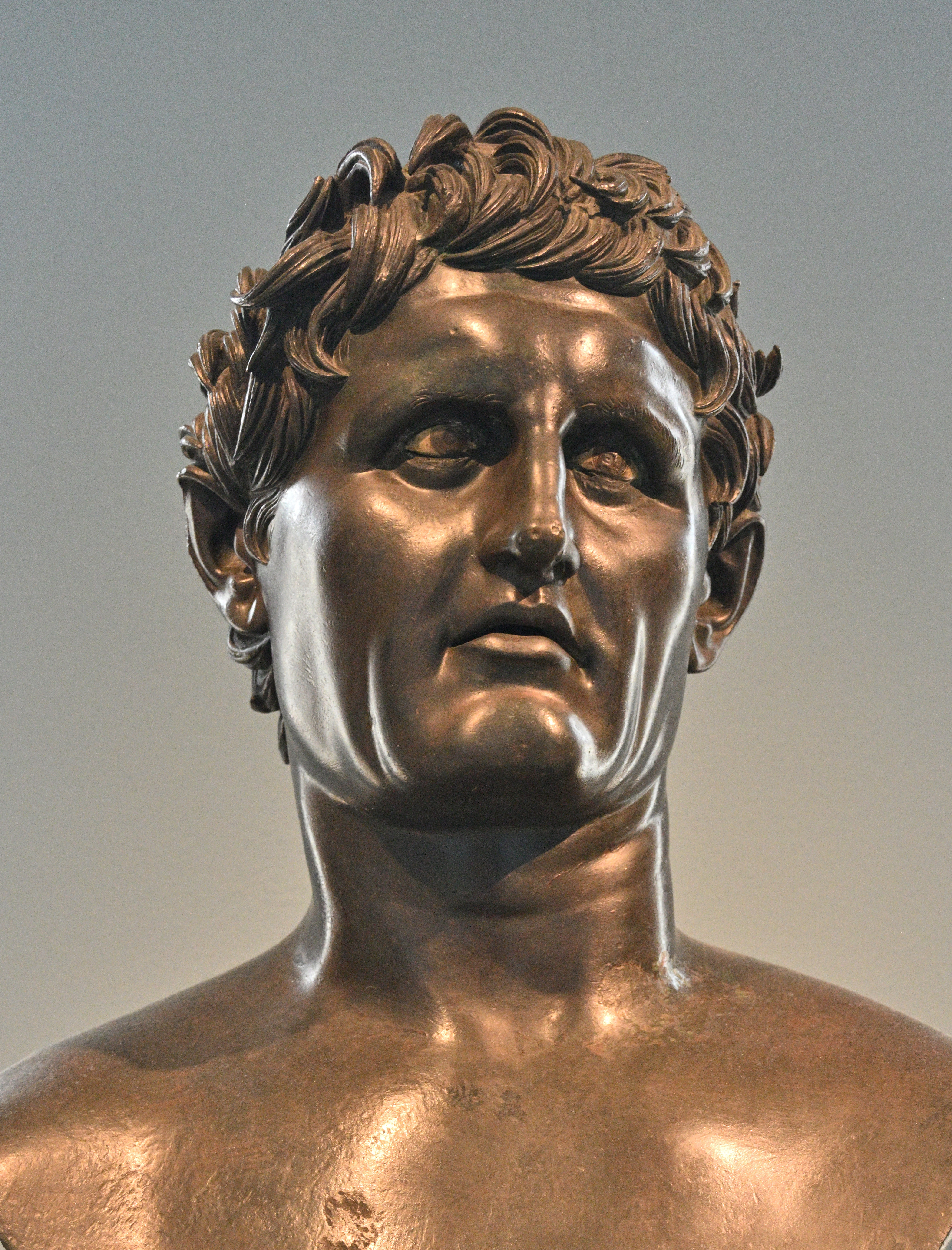
سلوقس الأول المُلَقب بالمَنصور
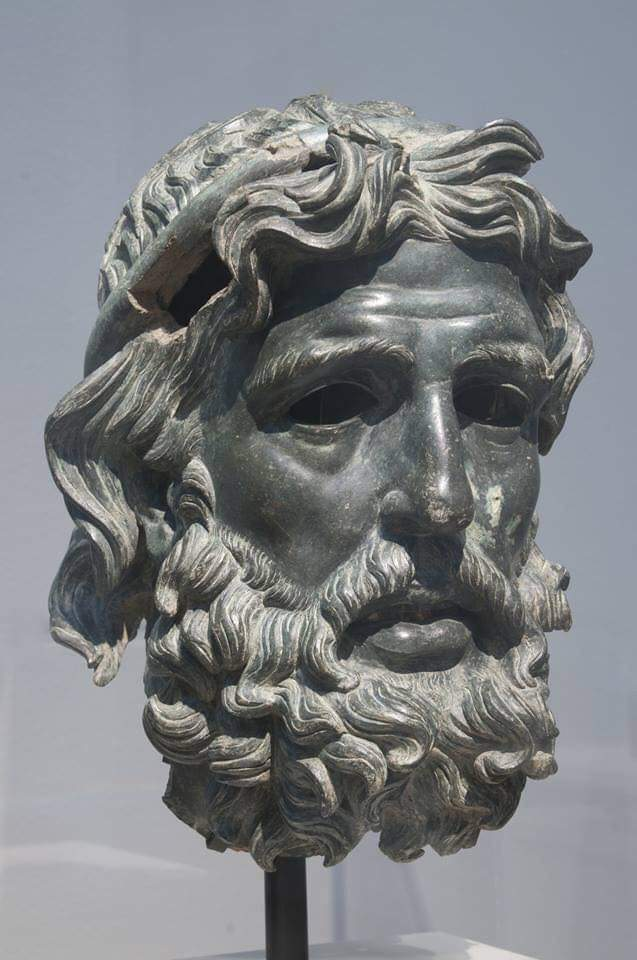
أنتيجونوس الأول المُلًَقب بالأَعور

## المَصدر
تستند مَعرِفتُنا عَن هَذه الحَرب إلى كِتاب ديودور الصقلي، «تاريخ العالم». يُناقش مَعركة سلوقس ضد الساترابات ويقدم أرقامًا مَعقولة لعَدد أفراد الجيوش، لكنه يَتجاهل حَملة أنتيجونوس الأول، هذا الأخير مَوصوف في أحد السجلات البابلية المَعروفة «بتاريخ الديادوتشي» (الأسم الاغريقي لمِلوك طَوائف الإسكندر)، والذي يُقدم أيضًا الإطار الزمني للحَرب. منذ أكتِشاف هذه السِجلات، المَوجود الآن في المُتحف البريطاني، ازداد فهمنا لهذا الصِراع كثيرًا.

## المَراجع
1. ↑  All dates according to Tom Boiy, Between High and Low. A Chronology of the Early Hellenistic Period (2007).
2. ↑  ديودور الصقلي, World History, 19.90.
3. ↑  Chronicle of the Diadochi, rev., iv.1'. نسخة محفوظة 2019-01-02 على موقع واي باك مشين.
4. ↑  The تقويم سلوقي is reckoned from this moment: Chronicle of the Diadochi, rev., iv.3-4'. نسخة محفوظة 2019-01-02 على موقع واي باك مشين.
5. ↑  Chronicle of the Diadochi, rev., iv.7'. نسخة محفوظة 2019-01-02 على موقع واي باك مشين.
6. ↑  Chronicle of the Diadochi, rev., iv.9-10'؛ for the numbers, Diodorus, World History, 19.91. نسخة محفوظة 2019-01-02 على موقع واي باك مشين.
7. ↑  Chronicle of the Diadochi, rev., iv.11' with Diodorus, World History, 19.91. نسخة محفوظة 2019-01-02 على موقع واي باك مشين.
8. ↑  Diodorus, World History, 19.100.
9. ↑  Chronicle of the Diadochi, rev., iv.14-20'. نسخة محفوظة 2019-01-02 على موقع واي باك مشين.
10. ↑  Chronicle of the Diadochi, rev., iv.22'. نسخة محفوظة 2019-01-02 على موقع واي باك مشين.
11. ↑  Polyaenus, Strategems 4.9.1; cf. Pat Wheatley, "Antigonus Monophthalmus in Babylonia, 310-308 B.C." in: Journal of Near Eastern Studies 61 (2002), 39-47.
12. ↑  سترابو, Geography 15.2.1.
13. ↑  آريانوس, Anabasis, 7.22.5.